# Raimondo Crociani
Raimondo Crociani (Roma, 14 gennaio 1946 – Santa Margherita di Belice, 14 giugno 2023) è stato un montatore italiano.

## Biografia
Raimondo Crociani ereditò la sua passione per il montaggio cinematografico dalla propria famiglia. Iniziò a muovere i primi passi nel mondo del cinema fra gli anni sessanta e gli anni settanta, collaborando alla realizzazione di vari documentari politici di matrice comunista, prodotti dalla Unitelefilm.
Nel corso della sua carriera, iniziata nel 1971 con il film All'ovest di Sacramento, Crociani montò circa centoventi pellicole fra cui La liceale, Febbre da cavallo, Brutti, sporchi e cattivi, La poliziotta della squadra del buon costume, I fichissimi, Eccezzziunale... veramente, Il ragazzo del Pony Express, e anche varie serie televisive come I ragazzi del muretto, Dio vede e provvede, La dottoressa Giò, Un ciclone in famiglia, Il giudice Mastrangelo. Diventò inoltre uno dei collaboratori di fiducia di Ettore Scola, per cui montò C'eravamo tanto amati (1974), Una giornata particolare (1977) e Ballando ballando (1983), con cui vinse il David di Donatello per il miglior montatore.Nel 1997 lavora al montaggio del film Doublecross on Costa's Island di Franco Columbu.
Nel corso della sua carriera lavorò occasionalmente come regista: nel 1982 per il documentario Vorrei che volo, e nel 1997 per il cortometraggio Nuovissimo cinema italiano e per un segmento del film ad episodi I corti italiani; fu inoltre produttore cinematografico per Non sono io, film di Gabriele Iacovone del 2003, vincitore di un premio in occasione del Salerno International Film Festival.
Dopo aver raggiunto l'età pensionabile si è trasferito a Santa Margherita di Belice, in Sicilia, dove è morto il 14 giugno 2023 a 77 anni.